# چارلز منسون

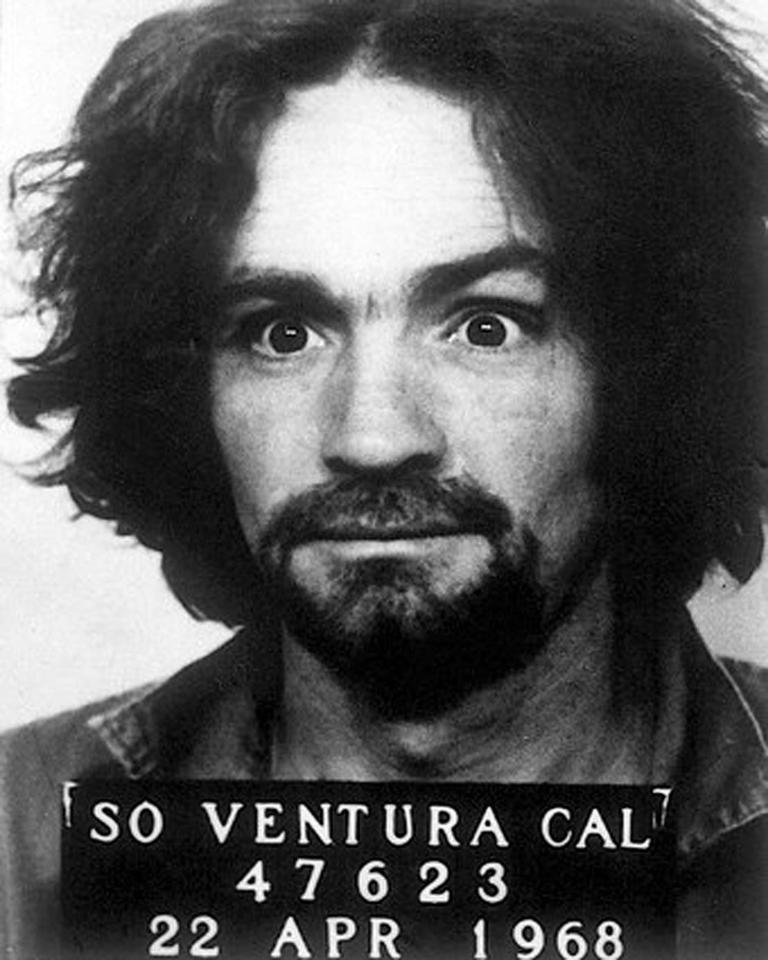
چارلز منسون در روز دستگیری

چارلز مایلز منسون (انگلیسی: Charles Milles Manson، زادهٔ ۱۲ نوامبر ۱۹۳۴ – درگذشتهٔ ۱۹ نوامبر ۲۰۱۷)؛ تبهکار آمریکایی بود. او به عنوان رهبر فرقه‌ای که با نام «خانوادهٔ منسون» در دههٔ ۱۹۶۰ میلادی در کالیفرنیا فعال بودند، شهرت داشت. منسون در سال ۱۹۷۱ به خاطر قتل شارون تیت و لنو و رزماری لابیانکا که توسط تعدادی از افراد خانوادهٔ منسون و به دستور شخص او انجام شد محاکمه شد. او و پیروانش طی دو شب در ماه اوت ۱۹۶۹ هفت نفر را به ضرب چاقو یا گلوله کشتند.
افراد خانوادهٔ منسون از نظریهٔ او با عنوان Helter Skelter «درهم و برهمی» پیروی می‌کردند. چارلز منسون در «درهم و برهمی» وقوع جنگی را مابین نژاد سیاه و سفید پیش‌بینی کرده که بر اثر تنش‌های نژادی در دورهٔ آخرالزمان رخ می‌دهد. منسون پیش‌بینی کرده بود که طی دوران جنگ موعود ایالات متحده ویران خواهد شد و پس از پایان جنگ «خانوادهٔ منسون» قدرت را در دست می‌گیرند. پس از آنکه منسن در یکی از جلسه‌های دادگاهش به این مطلب اشاره کرد که نام نظریه‌اش را از یکی از ترانه‌های بیتلز به عاریت گرفته، این رابطهٔ او با موسیقی راک از همان دوره نامش در فرهنگ عامه را با عناوین جنون، خشونت و وحشت همراه کرد.
دادستان‌ها در دادگاه قتل‌های تیت-لابیانکا مدعی شدند که منسون امیدوار بوده این قتل‌ها به گردن سیاه‌پوستان بیفتد و این مسئله تنش‌های نژادی را افزایش دهد.
در دوره‌ای که «خانوادهٔ منسون» در حال شکل‌گیری بود، چارلز منسن شغلی نداشت و به‌عنوان یک مجرم سابقه‌دار تا به آن روز نیمی از عمر خود را در کانون‌های اصلاح و تأدیب گذرانده بود. در دورهٔ قبل از قتل‌ها، او یک عضو حاشیه‌ای و دور از صنعت موسیقی لس آنجلس بود و در پی آن بود تا با ایجاد رابطه با دنیس ویلسن به شکل حرفه‌ای وارد کار موسیقی بشود. پس از آن‌که منسون به خاطر جنایت‌هایش محکوم شد تعدادی از آثاری که ساخته بود این شانس را یافتند تا به صورت تجاری و توسط شرکت‌های بزرگ موسیقی عرضه شوند. از میان گروه‌های معروفی که کارهای منسون را بازخوانی کرده‌اند می‌توان گانز ان روزز و مریلین منسون را نام برد.

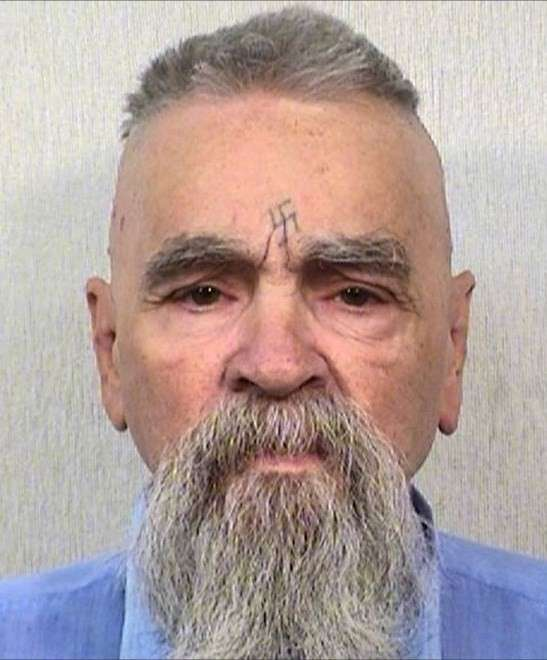
چارلز منسون در سال ۲۰۱۴

از چارلز منسن چند آلبوم و تک‌آهنگ منتشر شده که تعدادی از آثارش قبل از محکومیتش و به‌همراه برخی اعضای «خانوادهٔ منسون» ضبط شده‌اند. آخرین آلبوم او با نام One Mind که در زندان ضبط شده در سال ۲۰۰۷ منتشر شده‌است. نسخهٔ اینترنتی آلبوم One Mind برای دانلود رایگان از شبکهٔ اینترنت در سال ۲۰۰۸ منتشر شد.
حکم اعدام منسون در سال ۱۹۷۲ و زمانی که «لایحهٔ حذف مجازات اعدام» به‌وسیلهٔ دولت تصویب شد، توسط دادگاه عالی کالیفرنیا به حبس ابد تغییر یافت. منسون در سال ۲۰۱۲ درخواست عفو کرد که رد شد. این دوازدهمین بار بود که او خواستار آزادی می‌شد. بار آینده که او می‌توانست درخواست عفو دهد سال ۲۰۲۷ بود اما در ۱۹ نوامبر ۲۰۱۷ در سن ۸۳سالگی درگذشت.

## ازدواج در سن ۸۰ سالگی
در نوامبر ۲۰۱۴ خبرگزاری‌ها خبر از گرفتن مجوز ازدواج توسط چارلز منسون برای ازدواج با افتون ایلین برتون ۲۶ ساله دادند. افتون ایلین برتون ۹ سال پیش به شهر کورکوران در ایالت کالیفرنیا نقل مکان کرد تا به زندانی که منسون در آن محبوس است نزدیک باشد و بتواند به ملاقات او برود. برتون اعلام کرده بود که در ماه نوامبر با منسن ازدواج خواهد کرد. اما بعد از مدتی این ازدواج منتفی شد، زیرا منسون متوجه شد تنها دلیل ازدواج برتون با او، این بود که بعد از مرگش، بتواند از جسد او به عنوان یک جاذبهٔ توریستی کسب درآمد کند.

## ساخت فیلم در مورد قتل‌های خانواده منسن
کوئنتین تارانتینو، کارگردان برنده جایزه اسکار، در سال ۲۰۱۹ افتتاحیهٔ فیلم روزی روزگاری در هالیوود را در جشنواره بین‌المللی کن داشت که یکی از بخش‌های فیلم تمرکزش بر روی قتل‌های خانواده منسون و مرگ شارون تیت، همسر رومن پولانسکی کارگردان است؛ کسی که به دست منسون و گروهش در سال ۱۹۶۹ به قتل رسید. از جمله ستارگان این فیلم لئوناردو دی‌کاپریو، برد پیت، مارگو رابی (در نقش شارون تیت)، آل پاچینو هستند. منسون مغز متفکر روانی و جنایتکاری است که در اوج دوره هیپی، قتل‌های سریالی زیادی را هماهنگ و ترتیب داده بود. خانواده منسون در ۱۹۶۹ نه نفر از جمله شارون تیت، همسر ۸٫۵ ماهه باردار رومن پولانسکی، کارگردان معروف سینما را به قتل رساندند. منسون و گروهش به حبس ابد محکوم شدند.
همچنین در فصل دوم، قسمت پنجم سریال شکارچی ذهن محصول نت‌فلیکس در سال ۲۰۱۹، دو کارآگاه اف‌بی‌آی، با چارلز منسون و یکی از اعضا گروهش مصاحبه می‌کنند، سازندگان این اثر سعی دارند پیچیدگی روانی و ذهنی مرتکبین به جنایت را به نمایش بگذارند.